# 28 bolszewików
28 bolszewików – nieformalna grupa, odgrywająca czołową rolę w Komunistycznej Partii Chin na początku lat 30. XX wieku, usunięta przez Mao Zedonga.
Wywodzili się z grupy młodych działaczy KPCh, którzy w połowie lat 20. odbyli studia na Uniwersytecie im. Sun Jat-sena w Moskwie, skąd następnie zostali skierowani jako wysłannicy Kominternu do Chin. Ciesząc się poparciem Stalina, zdołali w styczniu 1931 roku przejąć kontrolę nad KPCh.
Członkowie frakcji „28 bolszewików” realizowali otrzymywane z Moskwy wytyczne Kominternu. Reprezentowali dogmatyczne i prosowieckie poglądy. Do marksizmu podchodzili ortodoksyjnie, bez uwzględnienia chińskich realiów: lekceważąc rolniczy charakter państwa nie interesowali się problemami wsi, dążąc do wywołania rewolucji proletariackiej w miastach. Efektem tej działalności były nieustanne wybuchy tłumionych przez wojska Kuomintangu niewielkich lokalnych zrywów zbrojnych, co doprowadziło siły komunistyczne na skraj klęski. Po rozbiciu przez wojska kuomintangowskie baz komunistycznych na południu Chin i rozpoczęciu Długiego Marszu stracili na znaczeniu na rzecz grupy skupionej wokół Mao Zedonga, proponującej strategię partyzanckiej wojny ludowej. Na konferencji w Zunyi w styczniu 1935 roku zostali odsunięci, a na przywódcę partii został wybrany Mao.
Do grupy „28 bolszewików” zaliczali się:
- Wang Ming (王明)
- Meng Qingshu (孟庆树)
- Bo Gu (博古)
- Zhang Wentian (张闻天)
- Wang Jiaxiang (王稼祥)
- Yang Shangkun (杨尚昆)
- Chen Changhao (陈昌浩)
- Du Zuoxiang (杜作祥)
- Shen Zemin (沈泽民)
- Zhang Qinqiu (张琴秋)
- He Kequan (何克全)
- Kai Feng (凯丰)
- Xia Xi (夏曦)
- He Zishu (何子述)
- Sheng Zhongliang (盛忠亮)
- Wang Baoli (王宝礼)
- Wang Shengrong (王盛荣)
- Wang Yuncheng (王云程)
- Zhu Agen (朱阿根)
- Zhu Zishun (朱自舜)
- Sun Jimin (孙济民)
- Song Panmin (宋盘民)
- Chen Yuandao (陈原道)
- Li Zhusheng (李竹声)
- Li Yuanjie (李元杰)
- Wang Shengdi (汪盛荻)
- Xiao Tefu (肖特甫)
- Yin Jian (殷鉴)

Do listy tej często dodawana jest jeszcze jedna osoba, Xu Yixin (徐以新).